# Đệ Nhất Đế chế México
Đế quốc México (tiếng Tây Ban Nha: Imperio Mexicano) là một chế độ quân chủ ngắn ngủi và nhà nước thuộc địa sau độc lập đầu tiên ở México. Đây là thuộc địa duy nhất của Đế quốc Tây Ban Nha thiết lập chế độ quân chủ sau khi độc lập và trong một thời gian ngắn, cùng với Đế quốc Brasil, đây là một trong hai đế quốc kiểu châu Âu ở châu Mỹ. Đệ nhất Đế quốc México kéo dài chưa đầy hai năm.
Đế quốc này tồn tại từ khi ký kết Hiệp ước Córdoba và tuyên bố độc lập của Đế quốc México vào tháng 9 năm 1821 cho đến khi hoàng đế thoái vị vào tháng 3 năm 1823 khi Chính phủ lâm thời lên nắm quyền và nước Cộng hoà Ixrava đầu tiên được công bố vào năm 1824. Đệ nhất phu nhân của bang là Agustín de Iturbide, trị vì là Agustín I của México, chưa đầy tám tháng. Đế chế được người Pháp thiết lập lại trong thời gian ngắn vào năm 1863.

## Sáng tạo
Các phe phái độc lập khác nhau trong cuộc cách mạng México đã phối hợp xung quanh ba nguyên tắc, hoặc "đảm bảo", cho độc lập México từ Tây Ban Nha: rằng México sẽ là một chế độ quân chủ lập hiến độc lập được điều chỉnh bởi một hoàng tử bảo thủ châu Âu; rằng criollos và peninsulares sẽ từ đó được hưởng quyền và đặc quyền bình đẳng; và rằng Giáo hội Công giáo La Mã sẽ giữ lại các đặc quyền và vị trí của nó như là tôn giáo chính thức của vùng đất. Ba Bảo đảm này đã hình thành cốt lõi của Kế hoạch Iguala, kế hoạch chi tiết cách mạng, bằng cách kết hợp mục tiêu độc lập và hiến pháp với việc bảo tồn chế độ quân chủ Công giáo, tập hợp tất cả các phe phái México. Theo kế hoạch ngày 24 tháng 2 năm 1821 của Iguala, mà hầu hết các tỉnh đã đăng ký, Quốc hội México thành lập một hội đồng nhiếp chính do Iturbide đứng đầu.
Sau khi ký Tuyên bố Độc lập của Đế chế México ngày 28 tháng 9 năm 1821, Quốc hội México dự định thành lập một nền văn minh chung, theo đó Vua Tây Ban Nha, Ferdinand VII, cũng sẽ là hoàng đế México, và cả hai quốc gia sẽ chịu sự điều chỉnh của luật và hình thức riêng biệt. các cơ quan lập pháp riêng biệt. Nếu nhà vua từ chối chức vụ, luật pháp quy định cho một thành viên khác của Hạ viện để gia nhập ngai vàng México. Tuy nhiên, mục tiêu chỉ đơn thuần là một chiến thuật chính trị để xoa dịu các hoàng gia cuối cùng, và sự độc lập hoàn toàn được mong đợi. Tuy nhiên, vua Ferdinand đã từ chối công nhận sự độc lập của México và nói rằng Tây Ban Nha sẽ không cho phép bất kỳ hoàng tử châu Âu nào khác chiếm lấy ngai vàng của México.

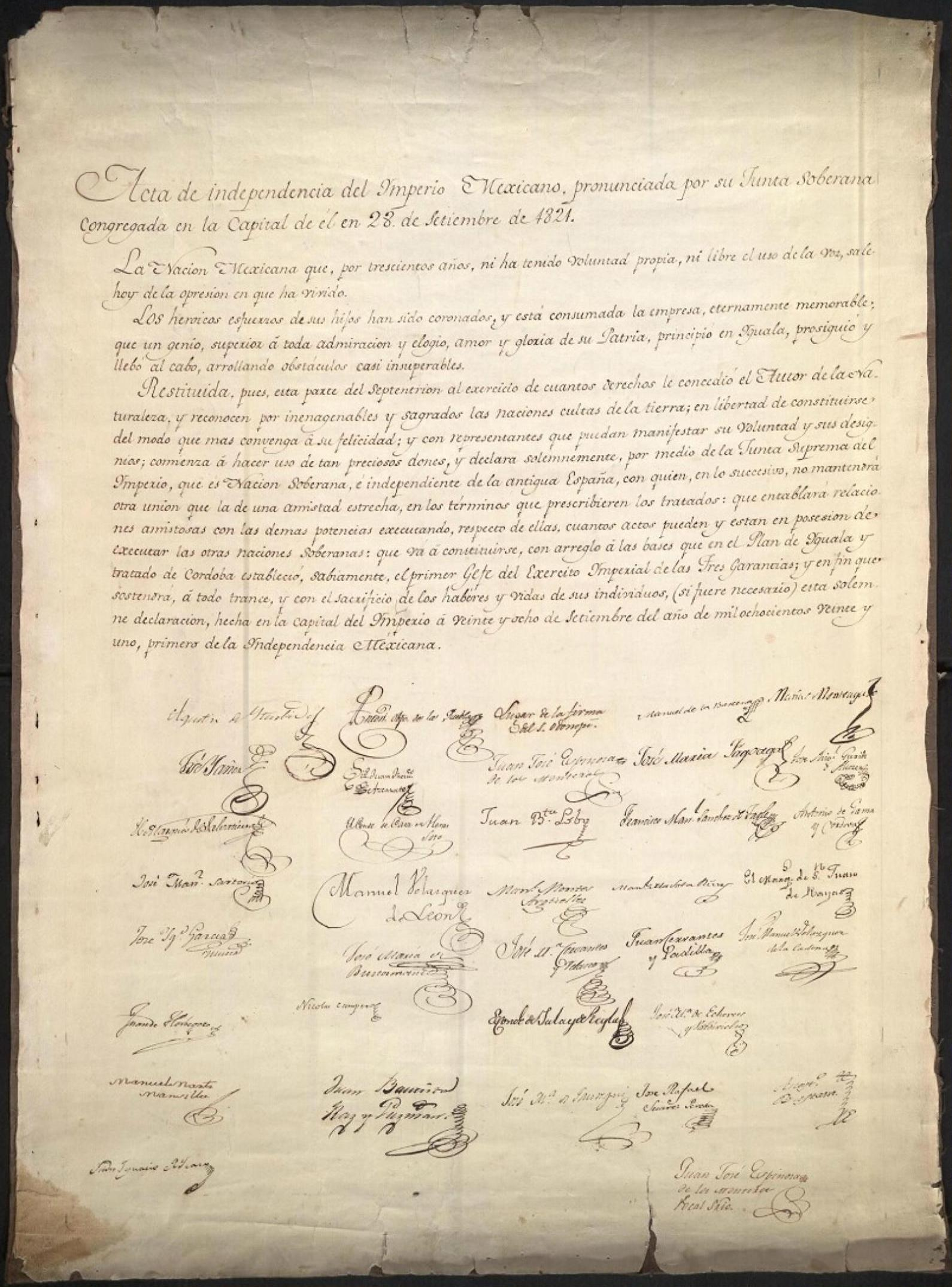
Bản tuyên ngôn độc lập được viết vào năm 1821
Quốc kỳ của Đế quốc Nhiếp chính (1821-1822)

## Nhà Iturbide

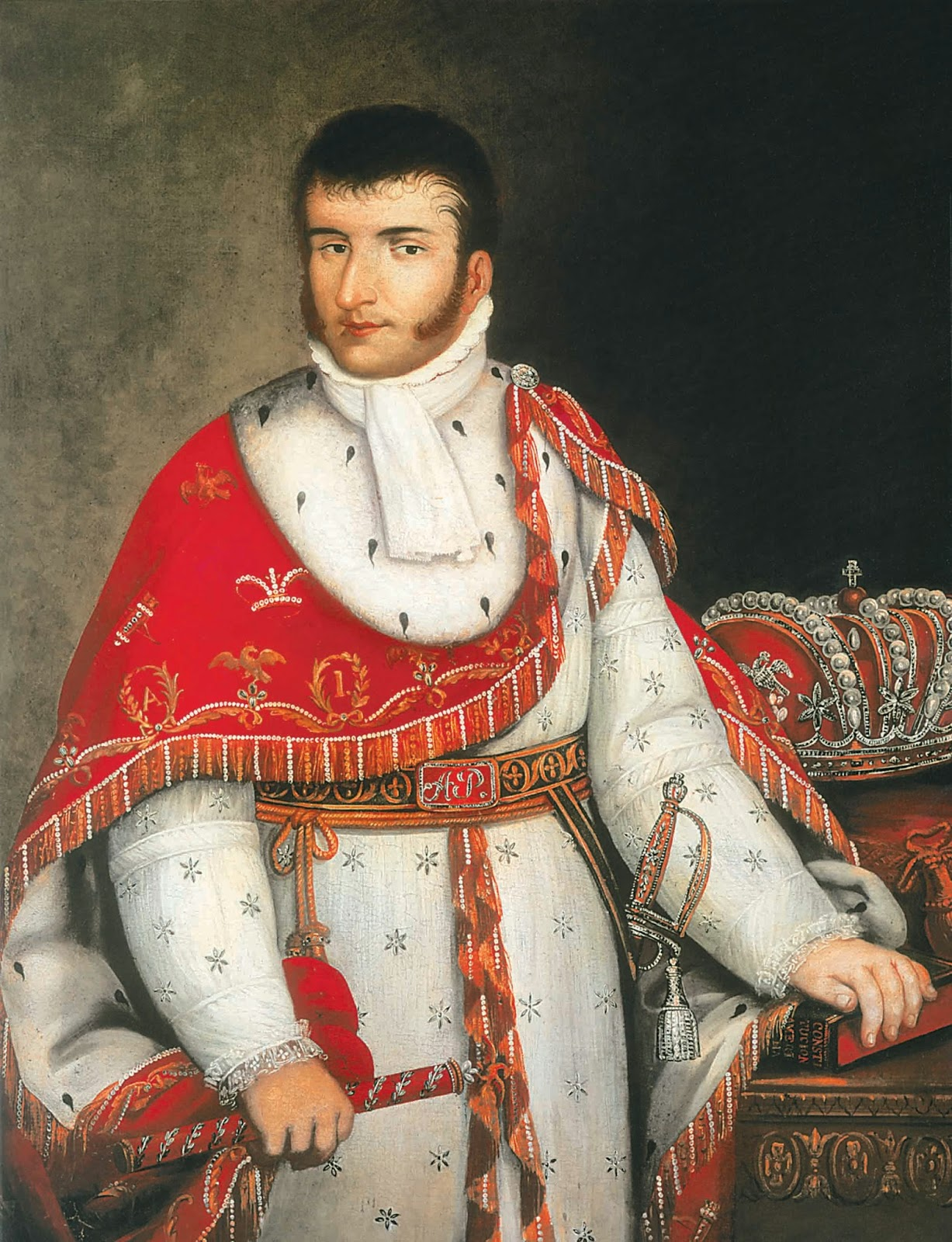
Hoàng đế Augustin I

Tướng Agustín de Iturbide, một người criollo người México đã từng là một sĩ quan hoàng gia và là người lãnh đạo Quân đội Ba Người bảo lãnh trong các giai đoạn cuối của cuộc chiến, được bầu làm lãnh đạo chính phủ lâm thời và chính quyền nắm giữ quyền lực hoàng gia trong khi vua đã được chọn. Iturbide rất nổi tiếng sau những thành công của ông trong cuộc chiến giành độc lập, và vào tối 18 tháng 5 năm 1822 một cuộc biểu tình quần chúng do Trung đoàn Celaya dẫn đầu, mà Iturbide đã chỉ huy trong chiến tranh, hành quân qua các đường phố của México City và yêu cầu họ tổng tư lệnh chấp nhận ngai vàng.
Vào ngày 19 tháng 5 năm 1822, Quốc hội México đặt tên Iturbide là một hoàng đế lập hiến. Vào ngày 21 tháng 5 nó đã ban hành một nghị định xác nhận cuộc hẹn này, chính thức là một biện pháp tạm thời cho đến khi một vị vua châu Âu có thể được tìm thấy để cai trị México. Tên chính thức của Iturbide là, "Bởi Thượng đế và Quốc hội, Hoàng đế Hiến pháp đầu tiên của México" (tiếng Tây Ban Nha: Por la Divina Providencia y bởi el Congreso de la Nación, Primer Emperador Constitucional de México). Lễ đăng quang của ông diễn ra vào ngày 21 tháng 7 năm 1822 tại thành phố México.
Vào tháng 8 năm 1822, một âm mưu lật đổ chế độ quân chủ đã được phát hiện và vào ngày 25 tháng 8, các nhà vẽ, bao gồm 16 thành viên của Quốc hội, đã bị bắt giữ. Khi các phe phái trong Quốc hội bắt đầu chỉ trích mạnh mẽ Iturbide và các chính sách của ông, hoàng đế đã quyết định vào ngày 31 tháng 10 để giải thể thân thể. Điều này dẫn đến các cuộc nổi dậy của tỉnh, quan trọng nhất trong số đó là tại đồn trú ở Veracruz do Antonio López de Santa Anna, người sau này trở thành tổng thống México trong cuộc ly khai Texas và cuộc chiến tranh México-Mỹ thảm khốc. Santa Anna và quân đội của ông nổi loạn chống lại Iturbide, kêu gọi sự phục hồi của Quốc hội vào ngày 1 tháng 12 năm 1822. Santa Anna đã bí mật thuyết phục Tướng Echávarri, tư lệnh lực lượng Hoàng gia, chuyển phe và ủng hộ cuộc cách mạng khi họ sẵn sàng tuyên bố khắp México. Các anh hùng độc lập Vicente Guerrero, Nicolás Bravo và Guadalupe Victoria sớm gia nhập, ký kế hoạch của Casa Mata vào ngày 1 tháng 2 năm 1823, kêu gọi khôi phục Quốc hội.

## Thu gọn
Các kế hoạch của Casa Mata, mà các tướng lĩnh khác México, thống đốc, và các quan chức chính phủ cấp cao sớm ký kết, đã không nhận ra đầu tiên Empire México và kêu gọi triệu tập mới Quốc hội Lập hiến. Những người khởi nghĩa đã gửi đề xuất của họ đến chính quyền tỉnh và yêu cầu họ tuân theo kế hoạch. Trong thời gian sáu tuần, kế hoạch của Casa Mata đi đến những nơi xa xôi như Texas, và hầu như tất cả các tỉnh đều ủng hộ kế hoạch.
Mỗi chính quyền tỉnh chấp nhận kế hoạch đó đã rút lại lòng trung thành của mình khỏi chính phủ Hoàng gia và cho rằng chủ quyền trong tỉnh của chính mình.
Điều này rời Hoàng đế Agustín tôi bị cô lập với sự hỗ trợ nhỏ bên ngoài Thành phố México và một số phe phái của Quân đội Hoàng gia. Do đó, ông đã lắp đặt lại Quốc hội, mà trước đó ông đã bãi bỏ, thoái vị ngai vàng, và bỏ chạy khỏi đất nước ngày 19 tháng 3 năm 1823.
Santa Anna và những người ủng hộ kế hoạch của Casa Mata đã tiếp tục giám sát việc soạn thảo hiến pháp mới và thành lập Cộng hòa México đầu tiên vào năm sau.

## Lãnh thổ

Các tỉnh của Đế quốc.
Hiệp ước Córdoba
Mua lại lãnh thổ (1821–1822)

Lãnh thổ của Đế quốc México tương ứng với biên giới của Phó vương New Tây Ban Nha, trừ Tổng Captaincies của Cuba, Santo Domingo và Philippines. Vùng đất Trung Mỹ của cựu Tổng Thuyền trưởng Guatemala đã sáp nhập vào Đế quốc ngay sau khi thành lập, biến Đế quốc México đầu tiên trở thành quốc gia lớn nhất ở Bắc Mỹ với lãnh thổ khoảng 5 triệu km vuông.
Dưới đế chế đầu tiên, México đạt đến lãnh thổ lớn nhất, kéo dài từ Bắc California đến các tỉnh Trung Mỹ (trừ Panama, sau đó là một phần của Colombia), vốn không được phê chuẩn ban đầu trở thành một phần của Đế chế México. sau khi độc lập.
Sau khi hoàng đế thoái vị, ngày 29 tháng 3 Tổng thống México rời Vicente Filisola kêu gọi một Quốc hội Trung Mỹ mới triệu tập và ngày 1 tháng 7 năm 1823 các tỉnh Trung Mỹ thành lập Cộng hòa Liên bang Trung Mỹ, chỉ tỉnh Chiapas chọn duy trì một phần của México là một tiểu bang. Sự tiến hóa lãnh thổ tiếp theo của México trong vài thập kỷ tới (chủ yếu là các phiên họp tới Hoa Kỳ) cuối cùng sẽ làm giảm México xuống dưới một nửa mức tối đa của nó.

## Phân mục chính trị
Đế quốc México đầu tiên được chia thành những ý định sau đây:
- Las Californias
- México
- Nuevo México
- Texas
- Nueva Vizcaya
- Coahuila
- Nuevo Reino de León
- Nuevo Santander
- Estado de Occidente
- Zacatecas
- San Luis de Potosí
- Guanajuato
- Querétaro
- Puebla
- Guadalajara
- Oaxaca
- Mérida de Yucatán
- Valladolid
- Veracruz
- Guatemala
- Honduras
- El Salvador
- Nicaragua
- Costa Rica